# Moluccella otostegioides
Moluccella otostegioides es una especie de planta herbácea con flores perteneciente a la familia Lamiaceae.

## Descripción
Es un subarbusto que posee tallos que alcanzan un tamaño de 50-80 cm de altura, rígidos, con entrenudos largos, con pocas hojas por debajo, por encima de ± hojas y agudamente cuadrangulares. Las inflorescencias verticiladas. Con brácteas 3-partidas, de igual longitud que el cáliz, y terminan en espinas rígidas. El cáliz de color verde pálido; en forma de tubo de 6,5 mm, con 7-9 dientes espinosos de longitud desigual. La corola blanca, en forma de tubo de 7.8 mm, el labio superior lineal-oblongo, de 8-9 mm.

## Distribución y hábitat
El área de distribución nativa de esta especie se extiende en Pakistán. Crece principalmente en el bioma templado a una altitud de 3 500 m s. n. m..

## Taxonomía
Moluccella otostegioides fue descrita por David Prain y publicada en Journal of the Asiatic Society of Bengal. Part 2. Natural History, 59(2): 311, en 1891.

#### Etimología
Véase: Moluccella
otostegioides: epíteto que combina el nombre del género Otostegia y el sufijo griego οιδες (-oides); "semejanza"; propiamente "semejante a Otostegia", refiriéndose a la similitud en la apariencia de las hojas de la planta con las especies de susodicho género.